# فرانسيسكو غونزاليس (تنس)
فرانسيسكو غونزاليس (بالإسبانية: Francisco González)‏ مواليد 19 نوفمبر 1955 في فيسبادن، هو لاعب كرة مضرب باراغواياني سابق بدأ مسيرته كمحترف سنة 1977 وكان يلعب باليد اليمنى، اعتزل اللعب في 1990. أعلى تصنيف له في الفردي كان المركز الـ 34 في سنة 1978.

## روابط خارجية
- فرانسيسكو غونزاليس على موقع رابطة محترفي التنس (الإنجليزية)
- فرانسيسكو غونزاليس على موقع الاتحاد الدولي لكرة المضرب (الإنجليزية)
- فرانسيسكو غونزاليس على موقع كأس ديفيز (الإنجليزية)
- فرانسيسكو غونزاليس على موقع خلاصة التنس.كوم (الإنجليزية)